# Drawn to Life
Drawn to Life es un videojuego de acción y aventuras para Nintendo DS desarrollado por la compañía de videojuegos 5th Cell, y publicado por THQ. En el juego, los jugadores crean su propio personaje, objetos de cada nivel y accesorios dibujándolos con la pantalla táctil de la DS.
Drawn to Life requiere que el jugador cree un héroe en una villa maldita, dado que una sombra usurpa el color de la misma. Contiene muchos niveles, el poblado y otros elementos como vehículos, armas y plataformas, los cuales son coloreados por el jugador utilizando su propio estilo. 
Salieron dos secuelas, ambas bajo los nombres de Drawn to Life: Reinventa Tu Mundo, hecha para Wii y Nintendo DS. El otro videojuego fue Drawn to Life: SpongeBob SquarePants Edition, basada en el capítulo  "Frankendoodle" de Bob Esponja. Fue hecha para Altron y para la DS.

## Argumento
El argumento principal trata sobre unas serie de personajes animes llamados Raposa, inspirados en zorros, dado que en portugués "raposa" significa eso. Fueron dibujados por el Creador, quien dibujó también su propio mundo y todo lo que hay en él. Sin embargo el Creador abandonó a los raposas hace mucho tiempo atrás.
La historia comienza con la Raposa Mari llorando al Creador para que salve el poblado en el que ella vive. Poco después conoces a su mejor amigo (Jowee) y a su padre (el alcalde). Tú diseñas un héroe para ellos, y ellos corren tras Wilfre, un Raposa que formó una legión de criaturas malvadas de la sombra. Tú empiezas salvando al Alcalde, quien comienza a querer traer a los Raposa secuestrados al poblado. En tu progreso aprenderás que Wilfre una vez fue un importante ciudadano de la aldea, pero fue cegado por el poder; robó el Libro de la Vida, y arrancó páginas de él. El Alcalde te pide que las busques y las traigas de vuelta al poblado para que el Creador pueda volver a dibujar en ellas los objetos perdidos del poblado. También conocerás a una dulce Raposa llamada Heather, la cual tiene la mitad de la cara cubierta por sombras. Ella te ayudará ocasionalmente. Además, ella no habla pero hará muchos gestos y alguna risita.
Empiezas diseñando la llama eterna, que es usada para limpiar la oscuridad de cada sección del poblado, cada vez que acabas un nivel. A lo largo del camino, rescatas a un montón de ciudadanos, los cuales están de acuerdo en volver al poblado y abrir tiendas, restaurantes y otros negocios de interés. Mari empieza a asumir el cargo de Alcaldesa, y la villa crea una fiesta para celebrarlo. Mientras tanto, Jowee se cuela en un nivel, y tú tienes que salvarle y ayudarle a encontrar un regalo apropiado para Mari. Este acto temerario causa una pelea entre Jowee y Mari, pero se arregla, como siempre, y ayudan al héroe a restaurar la aldea (como en un principio).
Después de numerosas confrontaciones con Wilfre, finalmente engaña al Alcalde en quedar a solas, y Wilfre le ataca, robándole así el Libro de la Vida. Todo el mundo intenta ayudar al Alcalde pero desgraciadamente él muere entre los brazos de Mari. Todos estaban devastados, pero al ver que el poblado descendía hacia el caos, deciden unirse y parar a Wilfre para siempre. El héroe derrota a Wilfre, y vuelve al poblado. Jowee planea dejar una búsqueda del tesoro, y después decir adiós. Mari rememora el pasado, molesta por la pérdida de su padre y de su mejor amigo. La historia termina con Mari en la playa, sorprendida al ver a Jowee caminar detrás de ella. Corre hacia él felizmente, vigilada por el espíritu del Alcalde, y el héroe, sobre el acantilado. Además, después de reunirse con Crazy Barks, Heather finalmente comienza a hablar.

## Personajes
- El Creador:  Es el Dios adorado por los Raposa, el ser omnipotente que creó el mundo, la naturaleza y los mismos Raposa. El Creador dibuja objetos dentro del Libro de la Vida. Cuando Wilfre robó ese libro, el Creador se sintió decepcionado y enfadado, así que dejó que la villa cayese en la desesperanza (o eso le pareció a los Raposa). El Creador respondió a las plegarias y pareció tener una relación paternal con ellos. Él puede hablar directamente con los Raposa e interactuar en su mundo. Aun así, el Creador suele utilizar al héroe como intermediario.

- Héroe: El héroe es el título dado al personaje del jugador en Drawn to Life. Fue dibujado por el Creador con la intención de crear un campeón para luchar contra todas las amenazas a la aldea. El aspecto del héroe no es cierta: se adapta a parecerse a cualquier cosa que el desee del jugador, aunque todos tienen una estructura humanoide. Las armas del héroe varían en las categorías de armas de fuego, espadas y otras armas.

El héroe mantiene un papel estático a lo largo de la serie, en cada juego es el principal protagonista.
- Mari: Mari es la líder de la aldea, es uno de los personajes que te encuentras al principio ya que con ella vivirás aventuras. Es la hija del alcalde, y más tarde, la propia alcaldesa (octava generación), de la Villa Raposa. Ella fue una de las cuatro Raposa (que no sea Jowee, su padre, y Cindi) que queda en el pueblo después de que la oscuridad la invadiera.

Al principio de Drawn to Life, Mari es la única que aún cree en el Creador; que no había abandonado completamente a los raposa. Ella junto con su mejor amigo Jowee, abrió la sala de creación, y le pidió al Creador hacer un héroe a partir de un maniquí. Jowee es un Raposa que ha conocido desde pequeña y junto al principio del juego, desarrolló un agolpamiento en ella. Jowee y Mari han sido los mejores amigos desde que eran chicos. Jugaban de pequeños en el pozo de los deseos.
Mari se muestra a manejar todas las funciones de alcalde Drawn to Life: Reinventa Tu Mundo. En algún momento, ella se une a Wilfre por algo que él le había mostrado. Más tarde se reveló que Wilfre le había dicho que si se restaura el color, todos morirían. También mostró su Mike en la vida real durante su coma. Después, sin embargo, ella contestó sus habitantes contra Wilfre y dirigió la oración al Creador para ayudar al héroe y "darles fuerza para hacer lo que es correcto"
- Jowee: Jowee es un personaje de la saga Drawn to Life. Es el mejor amigo de Mari y es muy despreocupado y aventurero. Se dio a conocer por primera vez cuando se tiene que despertar al comienzo del juego. En un primer momento, él no apoya a Mari cuando ella cree que el Creador no les ha abandonado, pero rápidamente cambia de opinión cuando se escucha al mismo Creador hablar y crear el héroe. Cuando Heather es rescatado de Frostwind, se le asigna por el alcalde de velar por ella, y los dos desarrollan una estrecha amistad. Al final del juego, Indee y el pirata barbudo le invitaron a ir a la aventura con ellos. Mari le dice que no debe negarse, ya que es su sueño de toda la vida. Al final, sin embargo, decide quedarse con ella.

- El Alcalde: Es el padre de Mari y el líder del pueblo. Al morir, Mari pasa a ser la "Alcaldesa". Fue asesinado por Wilfre, le apuñaló. Una Raposa encontró su cuerpo en el patio trasero de su casa. Al final del juego, fue visto por el héroe como un fantasma, también lo vieron Mari y Jowee. Mari al ver el fantasma de su padre comenzó a llorar.

- Wilfre: Wilfre es el villano de Drawn to life, quiere hacer un mundo sin color, y la misión del héroe es detenerle. Fue una vez un Raposa normal, incluso el campesino más popular y respetado en la ciudad. Él era siempre el centro de atención. Sin embargo, cuestionó por qué a los Raposa no se les permitió diseñar sus propias creaciones en el Libro de la Vida, y le dijo al alcalde que "se podría hacer mejor". Después de haber sido informado por el alcalde de no tocar el Libro de la Vida, que se coló en el Salón de la Creación, trató de llevar sus propios dibujos a la vida. Pero de sus dibujos salió una oscura maldad, y retorcida (los motivos son algo desconocidos, pero podría ser que sus intenciones no eran puras, o simplemente porque no fue el creador), y cuando los habitantes del pueblo se enteraron, el alcalde, Cricket, y demás le exiliaron de la villa. Enfurecido, Wilfre arrancó las páginas del libro de la vida en pedazos, y arrojó las páginas al viento, difundiéndolos así todo el mundo. Más tarde, en algún lugar entre el momento del flashback y el momento en que el juego se lleva a cabo, fue consumido por las sombras. Su personalidad es la de un Raposa con astucia, así como algo de un maestro de la persuasión y la manipulación. Él fue capaz de engañar a cada líder de pueblos diferentes, y persuadir a Mari a robar el Libro de la Vida para él en Drawn to Life: Reinventa Tu Mundo.

Él no ve a sus acciones como algo totalmente malo, porque está tratando de salvar a los Raposa de la destrucción, a pesar de que es muy consciente de que hace daño a otros y hace cosas que se ven como el mal en el proceso. A menudo habla con un leve tono de arrogancia en su voz. Otras veces suena como si él sientiese que es superior al resto de Raposas, o incluso furioso con ellos.
Cuando se le ve por primera vez desde su marcha, parece que ya no es un Raposa, es como una sombra sumida en la corrupción. Es el responsable de la sombra que se arrastra por la ciudad. Él también tiene muchos de los aldeanos secuestrados y escondidos a lo largo de los niveles en jaulas de sombra, e incluso va tan lejos como para matar al alcalde para obtener el Libro de la Vida.
Cuando es derrotado en la Guarida de Sombra, él vuelve a su forma normal de Raposa. Parecía sorprendido, y sintió pánico justo antes de desvanecerse para siempre.
- Heather: Heather es una tímida Raposa, no habla hasta el final del juego. En la mitad izquierda de su rostro tiene sombra sobre él. El nerviosismo de Heather puede haber sido causado por su pasado, pero no se ha explicado, debido a su limitada capacidad de expresión, y no dio ninguna explicación al ser encontrada con Frostwind. Además tiene la sombra de un lado de la cara y Raposa normal en el otro lado, lo cual es una protagonista y una antagonista a la vez; ella es una humana y una raposa.

Cuando aparecen los desafíos con Frostwind, Heather aparece en una jaula de sombra sobre el área de batalla, que de vez en cuando lanza bolas de nieve de repuesto o un pequeño corazón para ayudar al héroe en su batalla contra Frostwind. Una vez que el dragón de hielo es derrotado, ella queda libre y sigue al Héroe hasta la villa. Heather crece unida a Jowee, al cual el alcalde recomienda que la cuide. En la vida real Heather tiene un muñeco de Jowee, por ello están tan unidos. Heather parece muy decepcionada cuando Jowee va con los aventureros. Al final del juego se descubre que Heather y su hermano Mike son personajes en la vida real. Ella tiene la mitad de la cara en el juego con sombra porque sufre un accidente de coche, en el cual mueren sus dos padres, y pierde la mitad de su cara. Su hermano Mike sufre un coma pero al final despierta, y se ven de fondo sus dos peluches de Mari y Jowee sonriendo.

## Sala de la creación
El Salón de la Creación es lo principal en la parte superior de la villa.Es el área donde el jugador crea la mayor parte de los objetos del juego.Su gran tamaño visto por fuera no es verdad ya que es muy pequeño por dentro. Mari, Jowee, y el alcalde son los únicos que realmente confía en el héroe, sin embargo, en cualquiera de los juegos, el jugador puede interactuar con cualquiera de ellos .
Al principio del juego puedes ver la sala sellada. Esto tiene una explicación: Wilfre, antes de estar poseído por las sombras, era una persona que llamaba mucho la atención porque era muy perfeccionista y muy curioso. Un día, entró sin permiso en la Sala, cogió el Libro y se lo llevó para su casa. Cuando fue a abrirlo, empezó a dibujar cosas en él. Tenía muy buena mano y mucho talento, pero en vez de pintar cosas benéficas, pintó cosas macabras (que es lo que sabía hacer). Se le ocurrió pintar sombras, telarañas... Las sombras cobraron vida y poseyeron a Wilfre, volviéndose el jefe de las sombras. Para que no se volviera a cometer este grave error, se selló la puerta y el Creador, decepcionado, abandono el pueblo.